# 华明街道
华明街道，是中华人民共和国天津市东丽区下辖的一个乡镇级行政单位。
2020年7月，全国爱卫会命名华明街道为2017-2019周期国家卫生乡镇。

## 行政区划
华明街道下辖以下地区：
华明第一社区、华明第二社区、华明第三社区、华明第四社区、华明第五社区、华明第六社区、华明第七社区、秋悦家园社区、金泰丽湾社区、明旭社区、华明第八社区、茗润轩社区、雪优花园社区、明珠社区、昆俞社区、惠泽社区、唐雅苑社区、茂泽社区和南坨村。